# Rathaus Jüterbog

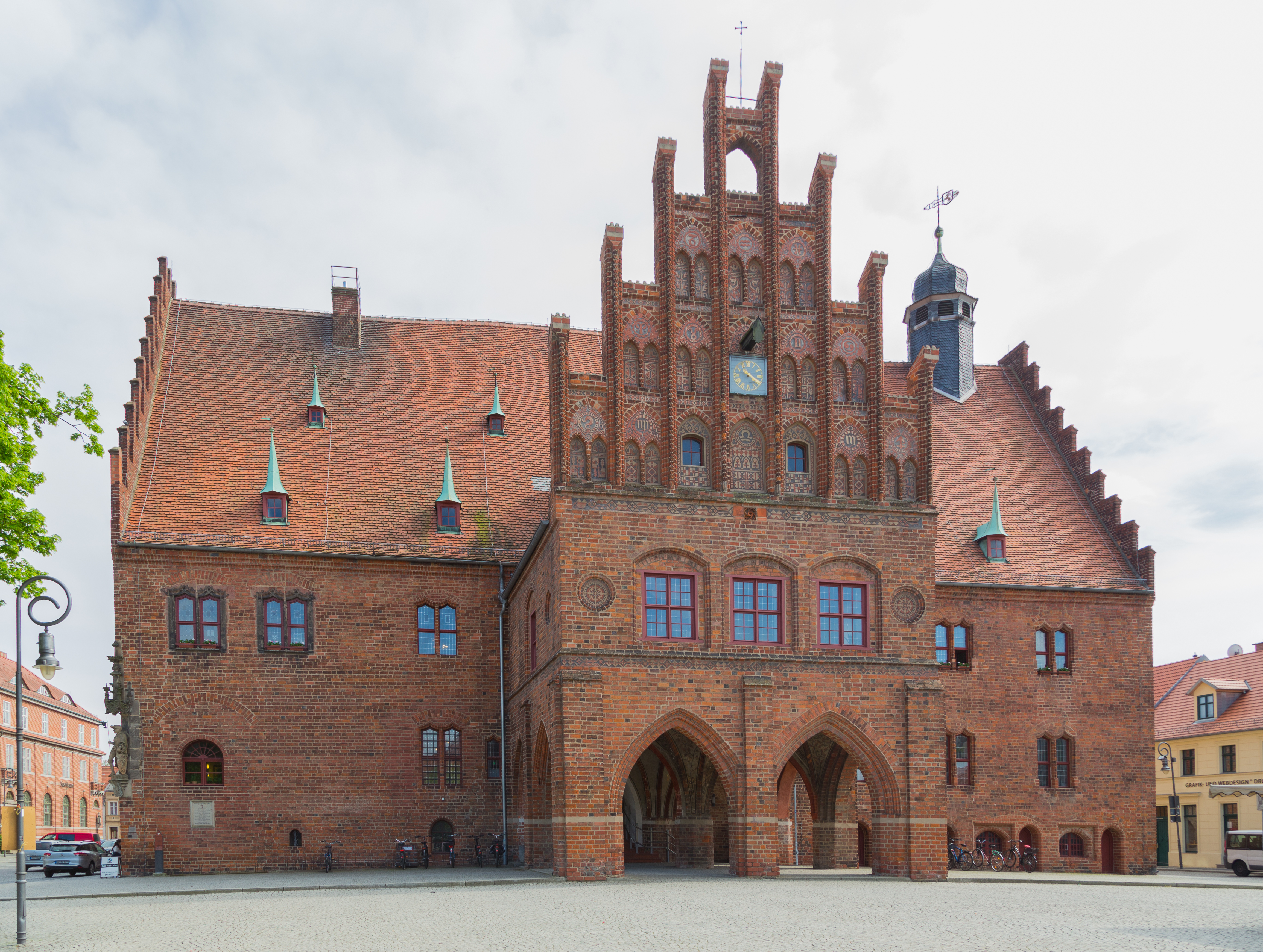
Das Rathaus vom Markt aus, in der Mitte befindet sich die Gerichtslaube

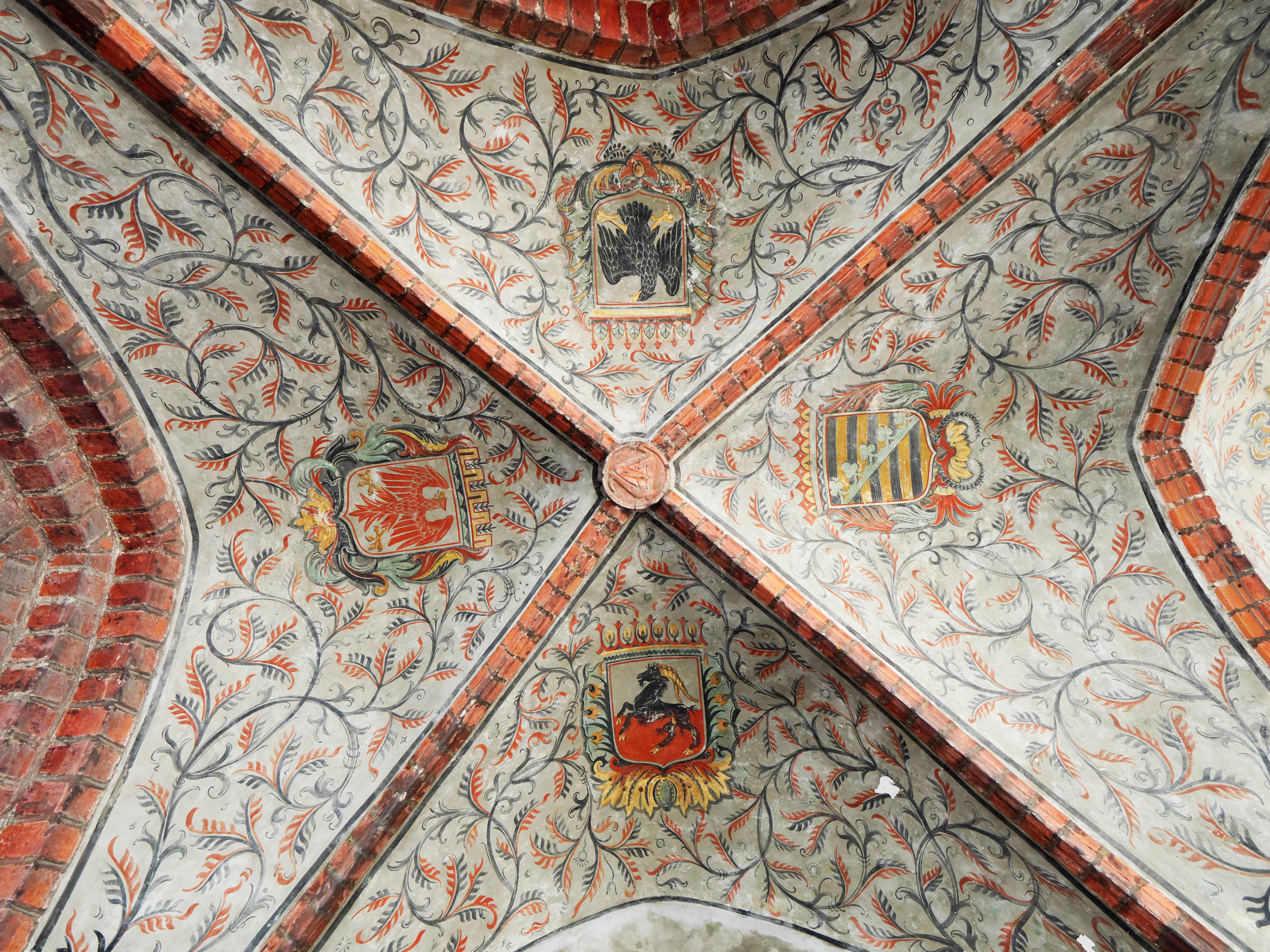
Kreuzrippengewölbe des Eingangsportals

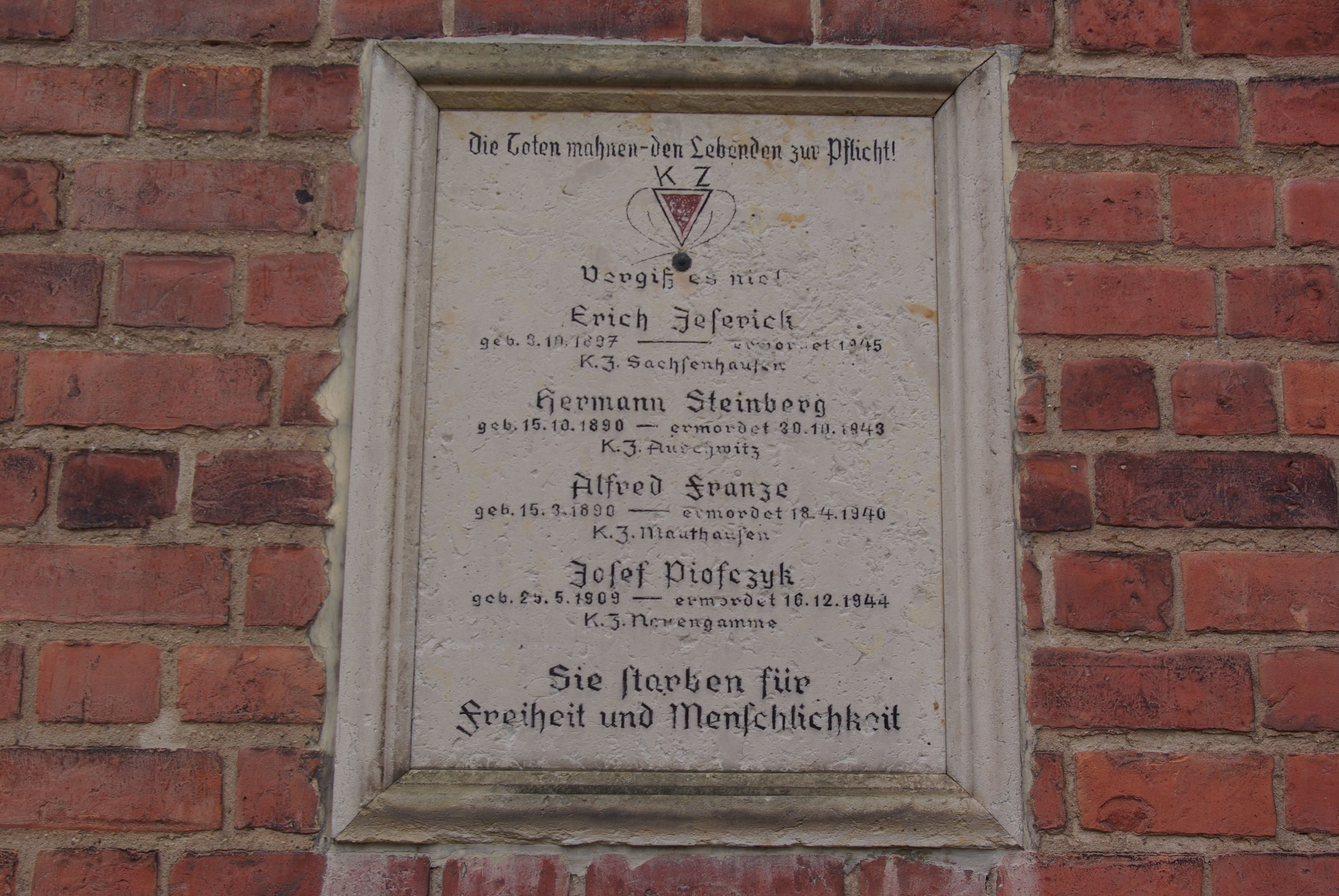
Gedenktafel am Rathaus

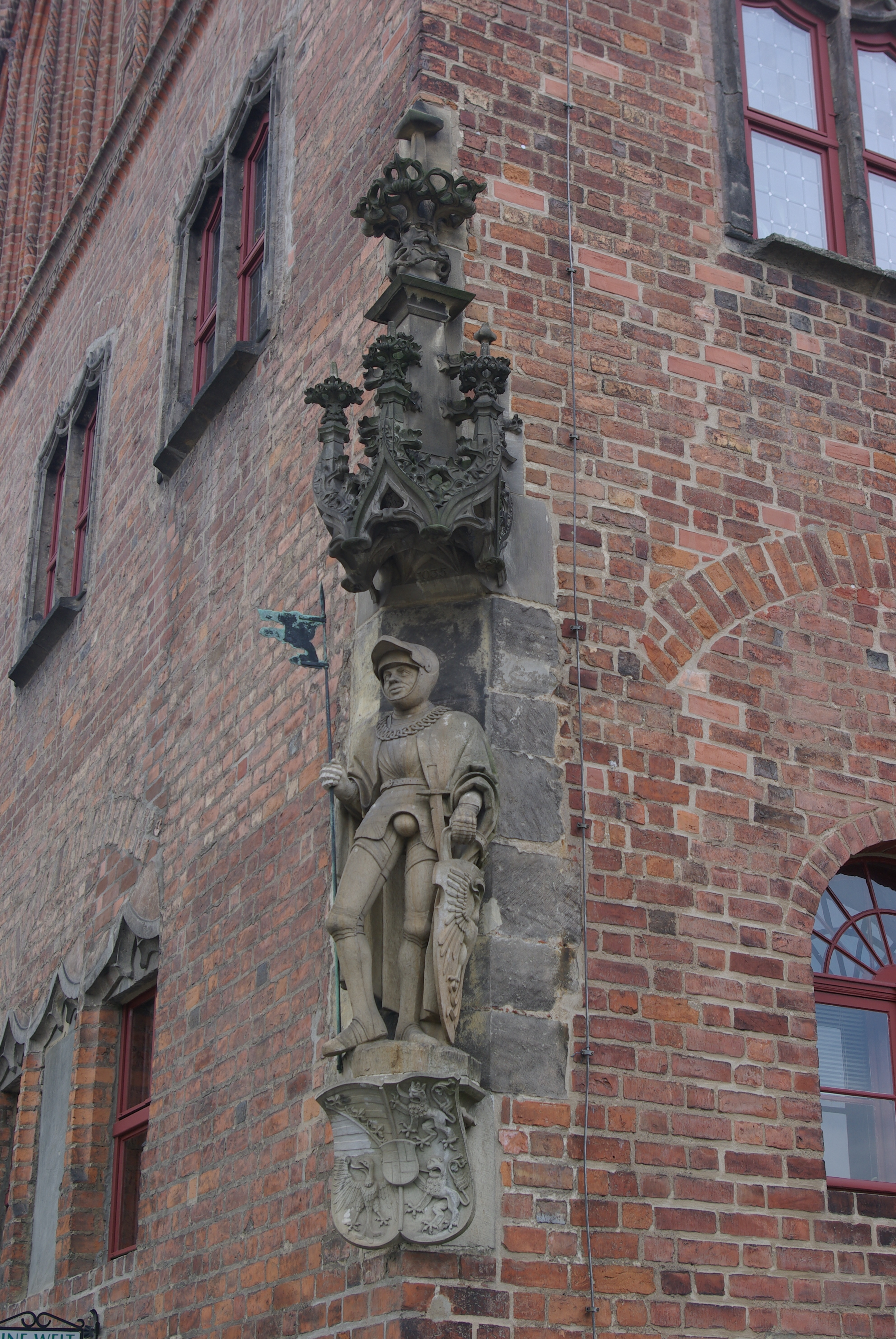
Figur des Hl. Mauritius an der nordöstlichen Ecke des Rathauses

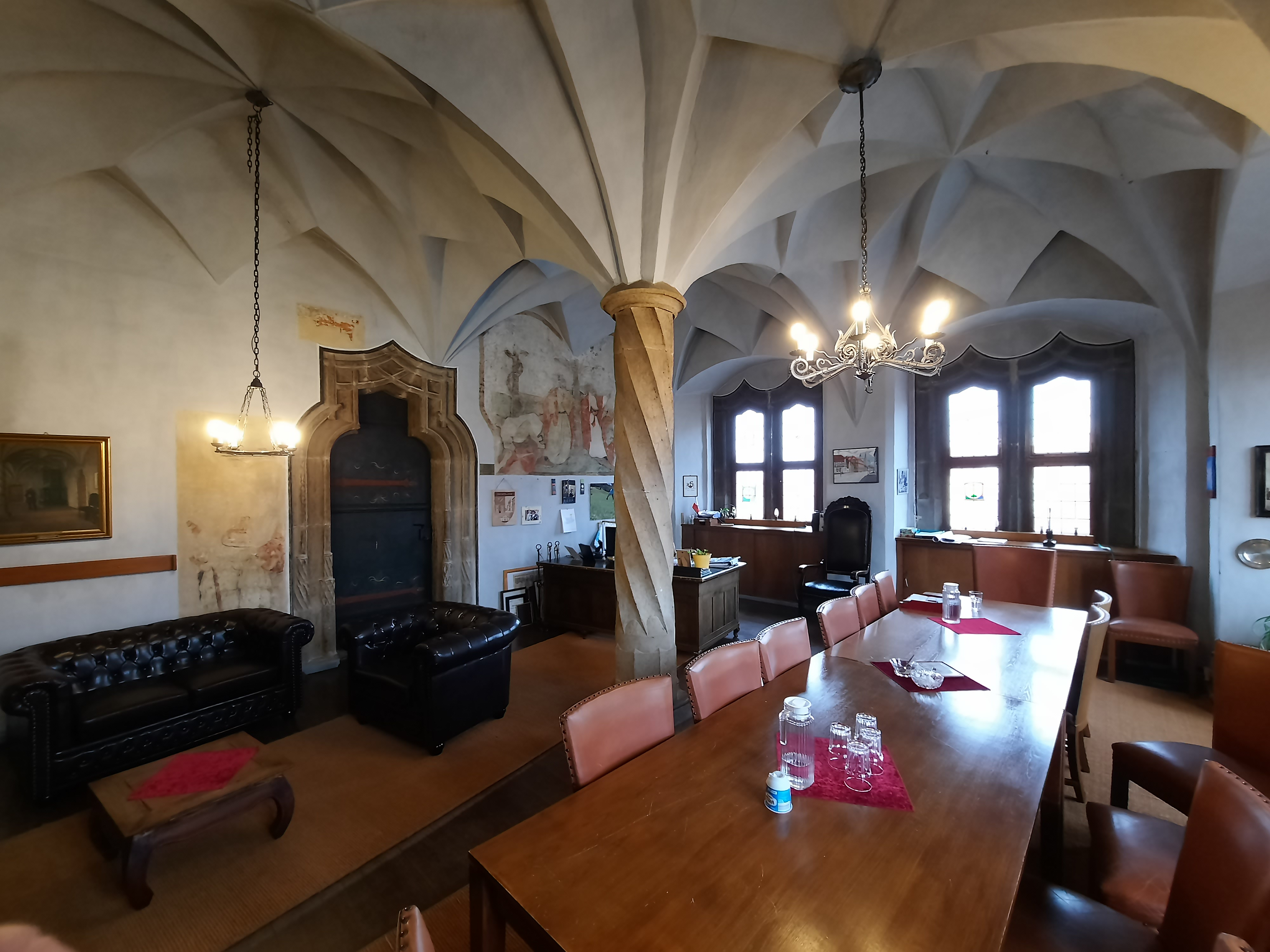
Fürstenzimmer, links hinten das Fresko von ca. 1530

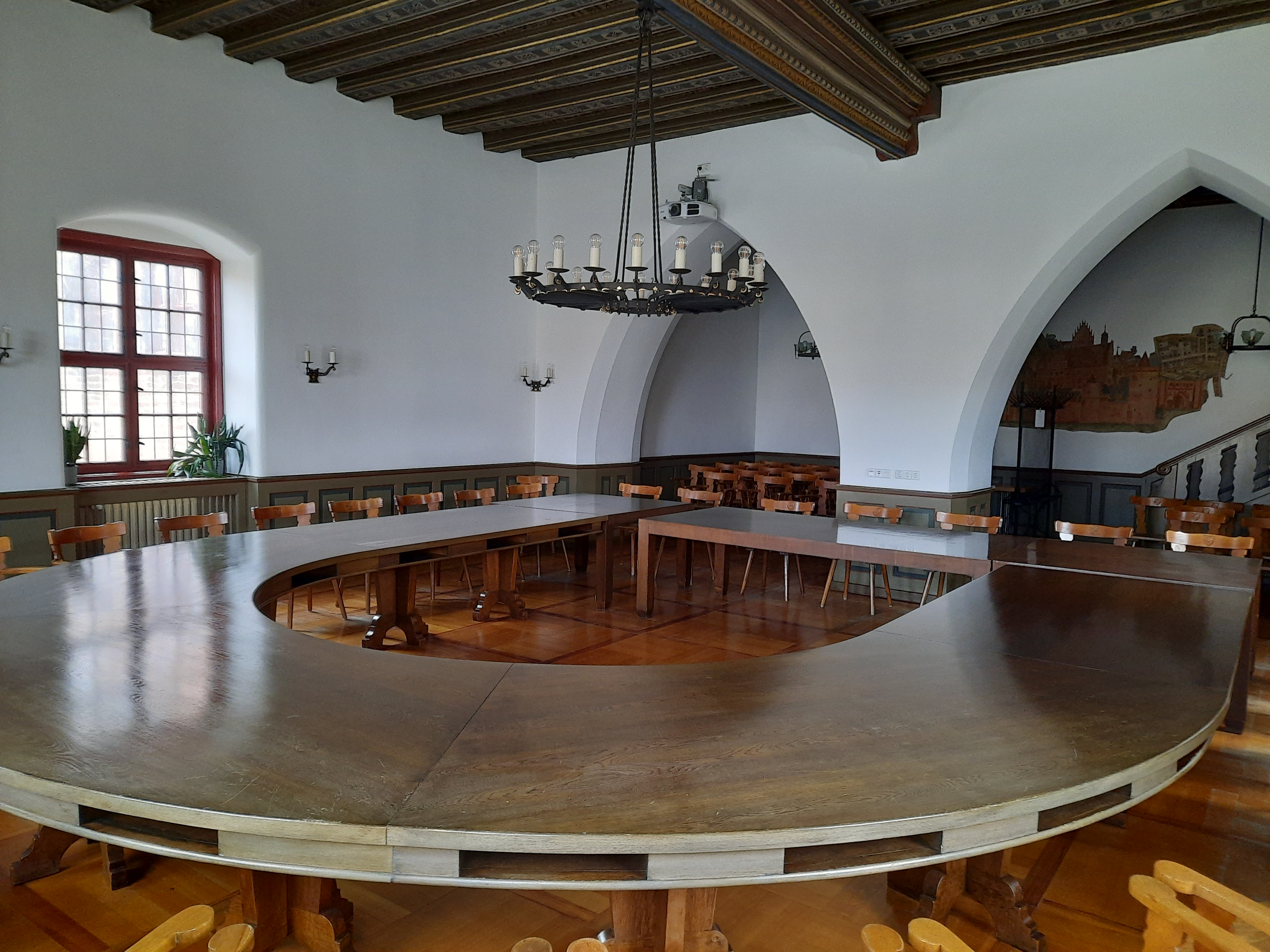
Sitzungssaal

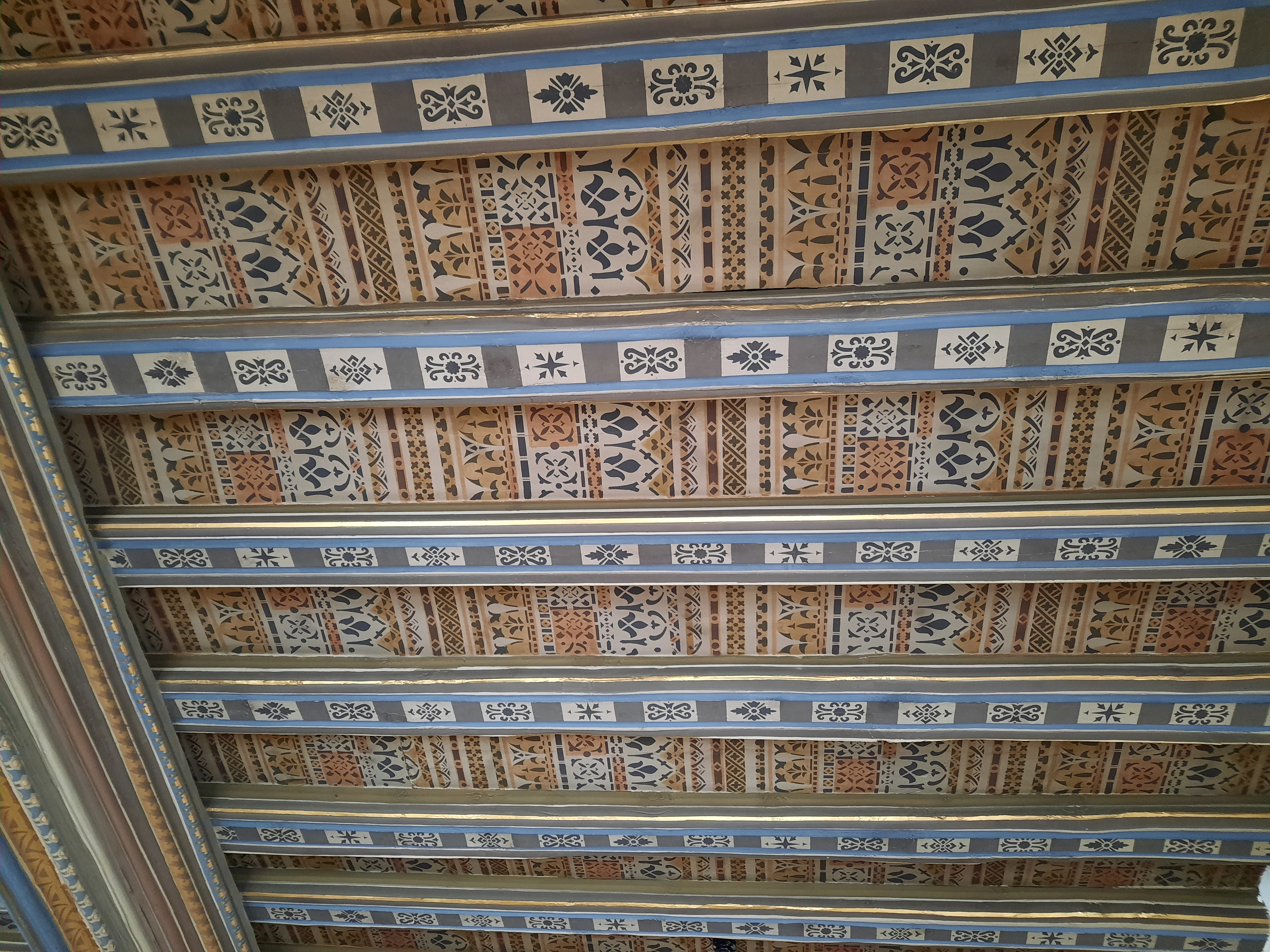
Decke des Sitzungssaals

Das Rathaus Jüterbog ist das Rathaus der Stadt Jüterbog im Landkreis Teltow-Fläming in Brandenburg. Es steht unter Denkmalschutz. Das Rathaus ist Sitz des Bürgermeisters und von Teilen der Stadtverwaltung. Mit dem Marktplatz bildet es den Mittelpunkt der Stadt Jüterbog.

## Geschichte
Die Baugeschichte ist nicht eindeutig geklärt. Anhalt für den Baubeginn gibt eine Urkunde aus dem Jahr 1285, als der Magdeburger Erzbischof Erich von Brandenburg der Stadt eine Fläche am Marktplatz schenkte, um darauf ein Rathaus zu errichten. Vermutlich entstand der Westteil zum Ende des 13. Jahrhunderts als Kaufhaus. Später wurde ein zuvor frei stehender Turm in das Gebäude integriert, der vermutlich im 13. Jahrhundert als Wartturm entstanden war. Für 1416 ist die Beschaffung einer Glocke für diesen Turm dokumentiert. Weitere Umbauten und Erweiterung erfolgten im 15. Jahrhundert, sind aber nicht restlos belegt. Die Gerichtslaube wurde 1477 errichtet und 1493 um ein Obergeschoss erweitert. Das Gebäude wurde 1507 gestellt.
Im Jahre 1801 stürzte eine Fiale des Ostgiebels herab und verletzte einen Jungen. Darauf wurden alle Fialen am Rathaus entfernt. 1813 war das Rathaus ein Lazarett für die Verletzten der Schlacht bei Dennewitz. Ab 1816 wurden Räume für die Stadt und das Landgericht abgeteilt. In den Jahren 1849/1850 fanden größere Umbauen statt, dabei wurde der Saal im Obergeschoss in Büroräume geteilt. Die barocken Freitreppen wurden entfernt, der Haupteingang wurde in die Gerichtslaube verlegt. Anfang des 20. Jahrhunderts wurde das Rathaus restauriert, dabei wurden Belange des Denkmalschutzes berücksichtigt.
Nach 1945 wurde nur wenig am Rathaus gebaut. Da es Bauschäden gab, wurde die Giebel restauriert, der Ostgiebel 1991/1992, der Westgiebel 1992/1993. Im Jahr 1999 wurde das Innere umgebaut.

## Das Äußere des Rathauses
Das Gebäude ist 39 Meter lang und 16,5 Meter breit. Es ist ein Backsteinbau mit Satteldach. An der Seite befinden sich Ziergiebel. Vor dem Rathaus an der Nordseite hin befindet sich die 10,5 Meter breite und 9,5 Meter tiefe Gerichtslaube, die 1534 für den Prozess gegen Hans Kohlhase genutzt wurde. Die Laube ist zweigeschossig, das Rathaus hat zwei Geschosse und ein Sockelgeschoss. Im Westen steht ein achteckiger Dachreiter auf dem Dach.
Die Mauern sind schmucklos und aus Backstein im Gotischen Verband (Läufer-Binder-Läufer-Binder) gemauert. Die Giebel sind aufwendig gestaltet. Die Fenster und Portale lassen auf die Nutzung der Räume schließen. Die Fenster sind regelmäßig angeordnet. An der nordöstlichen Ecke befindet sich die Figur des Heiligen Mauritius, des Schutzpatrons des Erzbistums Magdeburgs. An der Konsole der Figur ist das Wappen des Stifters Erzbischof Ernst wiedergegeben. Der Baldachin und die Figur sind Kopien, die Originale befinden sich im Dammkloster und im Stadtmuseum. In der Nähe der Figur an der Nordseite befindet sich eine Gedenktafel für Widerstandskämpfer im Dritten Reich.
Das Mauerwerk der Gerichtslaube ist, abweichend vom restlichen Bau, im Märkischen Verband (Läufer-Läufer-Binder-Struktur) gehalten.

## Das Innere des Rathauses
Der Haupteingang ist heute in der Gerichtslaube an der Nordseite des Rathauses. Die Ausmalung der Balkendecke stammt aus dem Jahr 1928. Das Rathaus ist in zwei Geschosse untergliedert, in beiden befanden sich große Säle. Diese sind teilweise in Büros umgewandelt. Der Saal im Hauptgeschoss diente früher als Verkaufsraum für die Tuchmacher. Im oberen Geschoss befindet sich das Fürstenzimmer, das im 21. Jahrhundert vom Bürgermeister als Dienstzimmer genutzt wird. Es verfügt über ein Zellengewölbe aus Sandstein und eine gedrehte Sandsteinsäule. 1992 fanden Experten bei Restaurierungsarbeiten ein Fresko aus der Zeit um 1530 aus der Cranach-Schule mit einer Darstellung des Alten und Neuen Testamentes.
Im Sockelgeschoss befindet sich heute das Tourismusbüro. Der Raum besitzt vier Kreuzrippengewölbe auf achteckigen Säulen. Um 1849 befanden sich hier die Feuerspritzen. Im Turmbereich liegen vier Räume übereinander, im Hauptgeschoss befand sich früher die Stadtwaage. Im ersten Obergeschoss befand sich das Archiv zur Aufbewahrung von Steuergeldern, im zweiten Obergeschoss war die Rüstkammer.
Unter dem Hauptgeschoss liegt das Sockelgeschoss, in dem zum Teil Verkaufsräume für Fleischer und Töpfer waren, halb unter der Erde. In diesem Geschoss befindet sich auch der Ratskeller.